# Llista de municipis de Las Palmas
| Municipi                    | Població (2001) |
| --------------------------- | --------------- |
| Illa de Gran Canària        |                 |
| Agaete                      | 5.613           |
| Agüimes                     | 21.512          |
| Artenara                    | 1.490           |
| Arucas                      | 32.542          |
| Firgas                      | 6.889           |
| Gáldar                      | 22.335          |
| Ingenio                     | 25.237          |
| Mogán                       | 14.321          |
| Moya                        | 8.594           |
| Las Palmas de Gran Canaria  | 364.777         |
| San Bartolomé de Tirajana   | 40.825          |
| San Nicolás de Tolentino    | 8.055           |
| Santa Brígida               | 18.314          |
| Santa Lucía de Tirajana     | 47.161          |
| Santa María de Guía         | 14.174          |
| Tejeda                      | 2.444           |
| Telde                       | 89.493          |
| Teror                       | 12.144          |
| Valleseco                   | 4.024           |
| Valsequillo de Gran Canària | 8.139           |
| Vega de San Mateo           | 7.406           |
| Illa de Lanzarote           |                 |
| Arrecife                    | 45.549          |
| Haría                       | 4.285           |
| San Bartolomé               | 14.835          |
| Teguise                     | 12.905          |
| Tías                        | 14.442          |
| Tinajo                      | 4.670           |
| Yaiza                       | 6.358           |
| Illa de Fuerteventura       |                 |
| Antigua                     | 5.722           |
| Betancuria                  | 670             |
| La Oliva                    | 11.376          |
| Pájara                      | 14.629          |
| Puerto del Rosario          | 23.068          |
| Tuineje                     | 10.560          |